# Evangelische Kreuzkirche (Wiedenest)

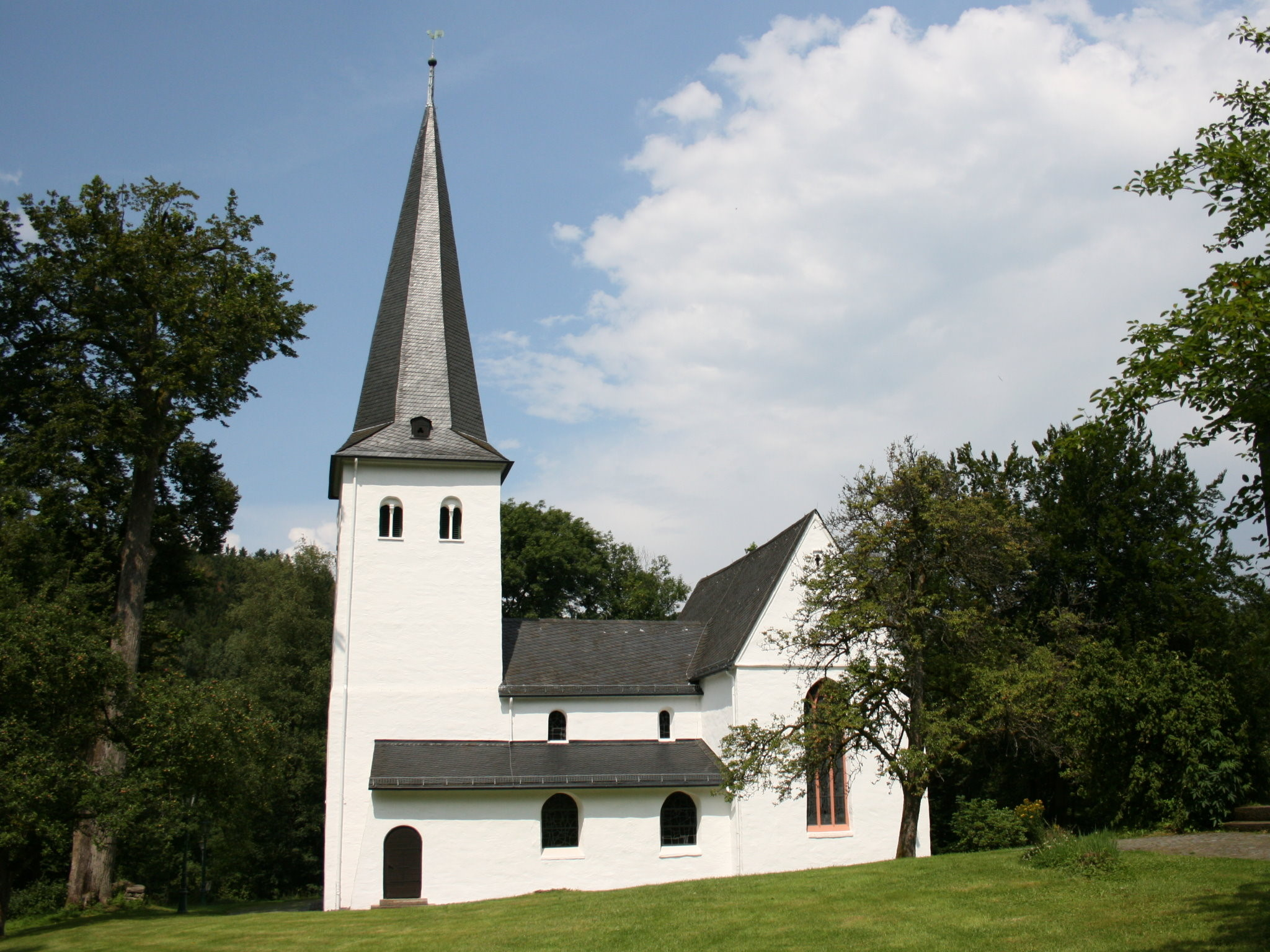
Kreuzkirche in Wiedenest

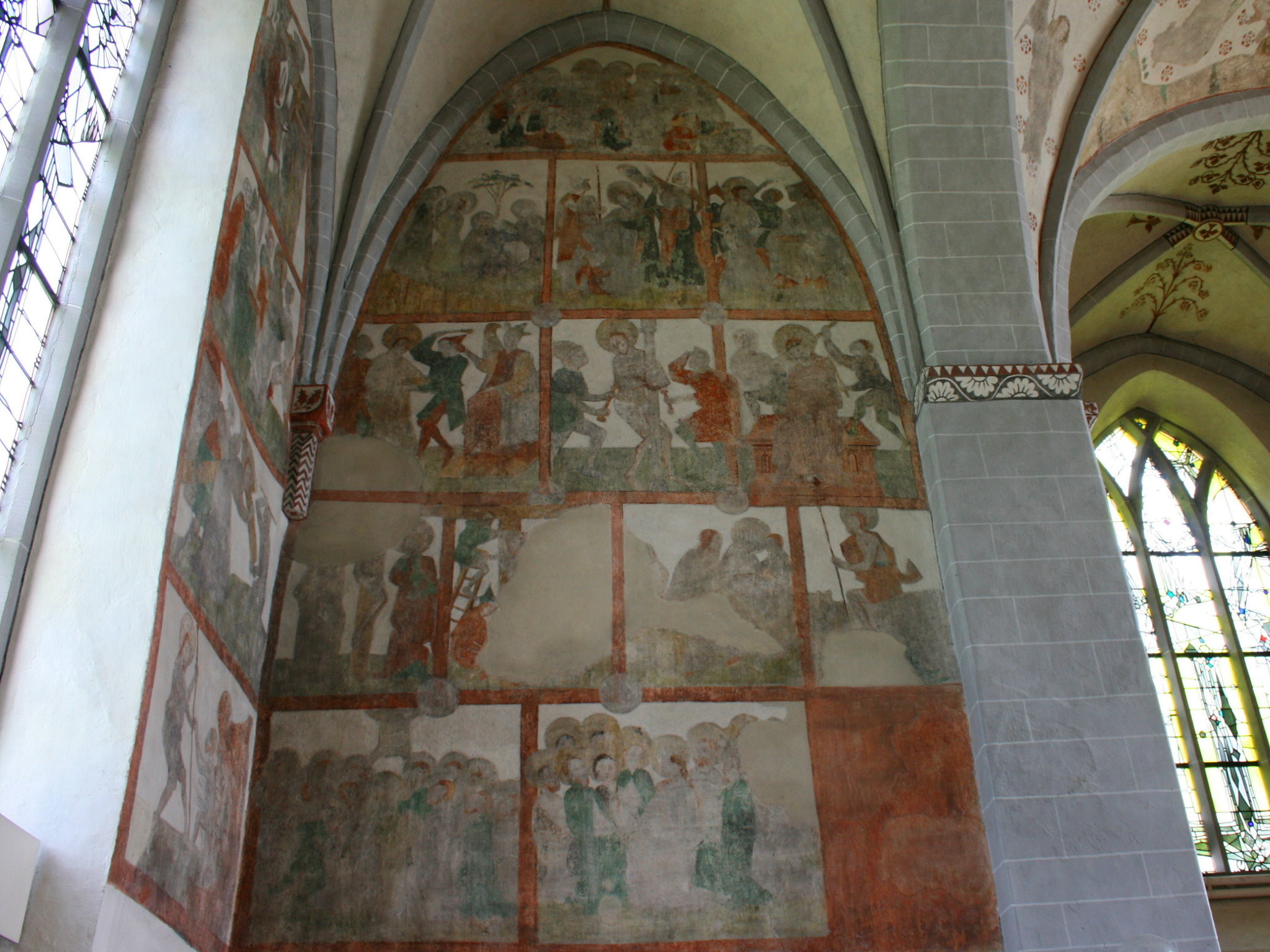
Wandbemalung

Die Evangelische Kreuzkirche ist ein denkmalgeschütztes Kirchengebäude in Wiedenest, einem Ortsteil von Bergneustadt im Oberbergischen Kreis (Nordrhein-Westfalen). Sie gehört zu den Bunten Kirchen im oberbergischen Land. Die Ev. Emmaus-Kirchengemeinde Wiedenest-Derschlag gehört zum Kirchenkreis An der Agger in der Evangelischen Kirche im Rheinland.

## Geschichte und Architektur

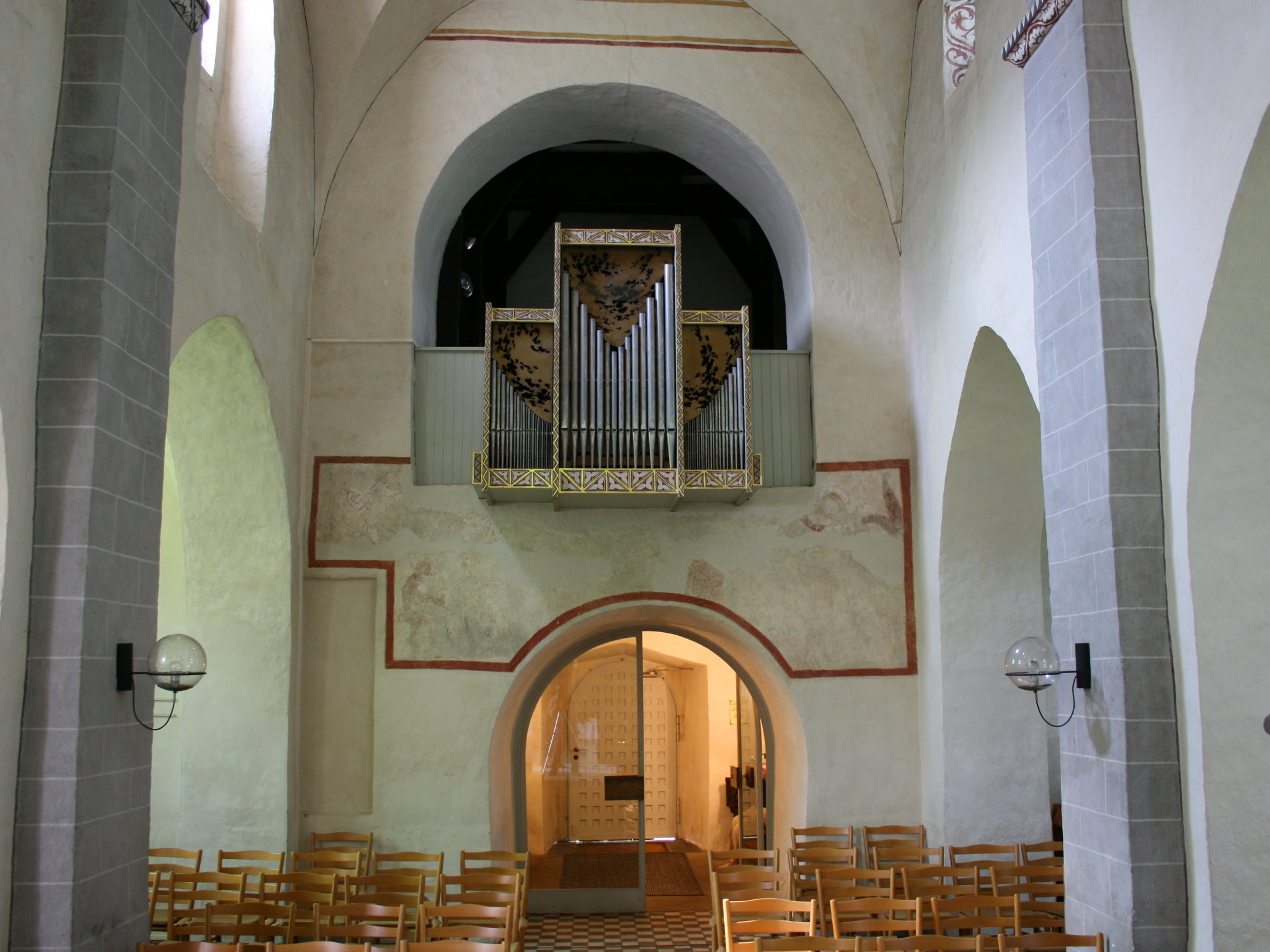
Blick auf die Orgel

Gegründet wurde sie vermutlich im frühen 12. Jahrhundert als Filiale der Pfarrkirche zu Gummersbach, die dem Kölner Severinstift gehörte. 1154 wurde sie abgepfarrt und erhielt so das Recht auf einen eigenen Pfarrer, eigenen Taufstein und Friedhof. 1301 wurde die Wiedenester Kirche für mehr als 400 Jahre auch Pfarrkirche der neu gegründeten benachbarten Veste Neustadt, des heutigen Bergneustadt. Ab dem 15. Jahrhundert wurde die Kirche dem Heiligen Kreuz geweiht. Man schrieb der Reliquie vom Holz des Kreuzes Christi heilende Wirkung zu. Von der bislang nie versiegenden Quelle oberhalb der Kirche, die heute mit einer Brunneneinfassung versehen ist, erzählt man sich gleiches. So wurde die Wiedenester Kirche in jener Zeit zur Wallfahrtskirche.
Die malerisch gelegene dreischiffige Pfeilerbasilika von zwei Jochen, mit schmalen Seitenschiffen steht abseits des Ortes im Hang des Dörspetals auf einem ummauerten Friedhof. Der Westturm von der zweiten Hälfte des 12. Jahrhunderts ist vorgesetzt, seine achtseitige Pyramide kommt dem Mauerwerk an Höhe in etwa gleich. So wirkt er gegenüber dem kleinen Langhaus mit seinen beiden ungleich langen Seitenschiffen sehr hoch. Von 1452 bis 1454 wurden Anstelle eines durch eine Grabung nachgewiesenen Ostschlusses, aus einem quadratischen Chorhaus und gestelzter Halbkreisapsis, das Querhaus und der Rechteckchor errichtet.
Bei der umfassenden Instandsetzung des Kircheninneren in den Jahren 1962 bis 1964 wurde der mittelalterliche Zustand weitgehend wieder herbeigeführt. Die von 1928 bis 1932 freigelegten Malereien wurden von Ergänzungen befreit. Gleichzeitig wurde die farbige Fassung der Architekturelemente in Grau mit weißem Fugenanstrich versehen und Sonstiges nach Befund erneuert.
2010 wurde eine neue Fußbodenheizung eingebaut. Dabei wurden die bronzene Kanzel samt Schalldeckel entfernt. Das Vogelnest, an dem der Schalldeckel befestigt war, wurde zur Erinnerung belassen. Der steinerne Altar wurde durch einen eichenhölzernen ersetzt, der in seinen Beinen das Kreuz als Motiv der Kirche aufnimmt. Ein neues Lesepult und ein Kerzenleuchter für die Osterkerze wurden angeschafft. Eine moderne Halogen-Beleuchtung wurde eingebaut und der Taufstein zuletzt in den hinteren Teil des linken Seitenschiffs versetzt.
Der schmucklose Außenbau mit einem steinsichtig verschlämmten Bruchsteinmauerwerk ist mit Schiefer gedeckt. Die Satteldächer der Ostteile sind höher als die des Langhauses. Das spitzbogige Westportal wurde wohl nachträglich eingebaut. In das Mittelschiff und das Langhaus wurden Kreuzgratgewölbe eingezogen. Querhaus und Chor sind ebenfalls kreuzrippengewölbt. Die Fenster des Obergadens befinden sich noch in der ursprünglichen Form, die der Seitenschiffe wurden nachträglich vergrößert. Das Maßwerk der Fenster wurde rekonstruiert.
Nach der Reformation wurde aus der katholischen Wallfahrtskirche eine evangelische Kirche.

## Wandmalereien

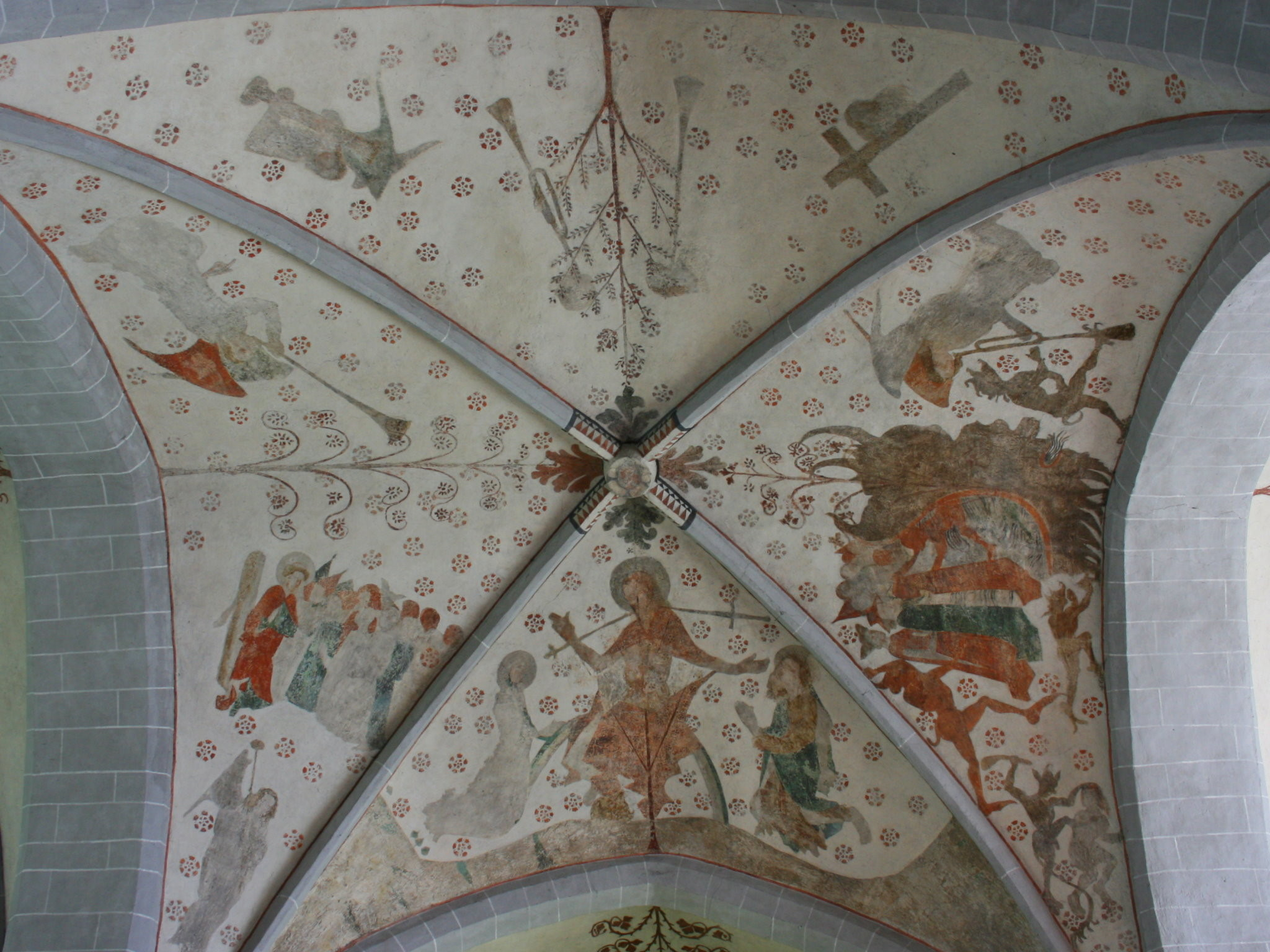
Kreuzgratgewölbe mit Malerei

Der Wandmalereizyklus in Chor und Querhaus, von der zweiten Hälfte des 15. Jahrhunderts, in Fresco-Kalksecco-Mischtechnik ist fragmentarisch erhalten. In den Bildstreifen des Chores sind noch die Anbetung der Könige sowie Standfiguren von Heiligen und Aposteln zu erkennen. Die in ein Rahmengerüst eingespannten Einzelszenen der Bilderfolgen in den Querhausarmen wirken wie große Altartafeln. Die Malereien im südlichen Querhausarm stellen die Kreuzlegende nach dem Bericht der Legenda aurea dar. Im nördlichen Querhaus ist die Passion Christi vom Einzug in Jerusalem bis zur Ausgießung des Hl. Geistes zu sehen. Auf dem Wandgemälde im Vierungsgewölbe wird das Jüngste Gericht vor rosettengemustertem Hintergrund gezeigt.
Bei der ersten Freilegung durch Anton Bardenhewer wurden Rankenmalereien aus dem 15. Jahrhundert und die figürlichen Malereien aus dem 16. Jahrhundert, in den 1960er Jahren weitere Malereien entdeckt. Diese ornamentalen Malereien im Langhaus werden dem 13. Jahrhundert zugeordnet. Es folgten weitere Restaurierungs- und Konservierungsarbeiten in den Jahren 1984 und 2015.
Die Wandmalerei der Heilig-Kreuz-Legende gehört zur dritten Ausmalung der Kirche und bietet einen einmaligen Detailreichtum. „Durch ihre aufwändige Komposition und die präzise Ausführung unter Verwendung wertvoller Materialien, stellt der Heilig-Kreuz-Zyklus in Wiedenest ein einzigartiges historisches Erbe seiner Zeit für den Oberbergischen Raum dar. Die Kirche von Wiedenest allerdings […] verfügt über den einzigen Wandmalereizyklus nördlich der Alpen, in dem die Kreuzlegende von Beginn ab Adam bis zum Ende mit Heraklius erzählt wird, und der zudem seinen Schwerpunkt in der alttestamentarischen Geschichte hat.“

## Ausstattung
Ältester Einrichtungsgegenstand ist ein romanischer Taufstein aus der Zeit um 1200 aus Andesit. Die sechs Säulen wurden erneuert.
Die Neuausstattung enthält Stücke in Bronzeguss sowie einen neuen Glasgemäldezyklus von Hermann Gottfried.
Johannes Rohlf schuf im Jahr 1964 die kleine Orgel als sein opus 1. Das Instrument verfügt über sieben Register und ist in die Brüstung eingebaut.